# Provincia de Casma

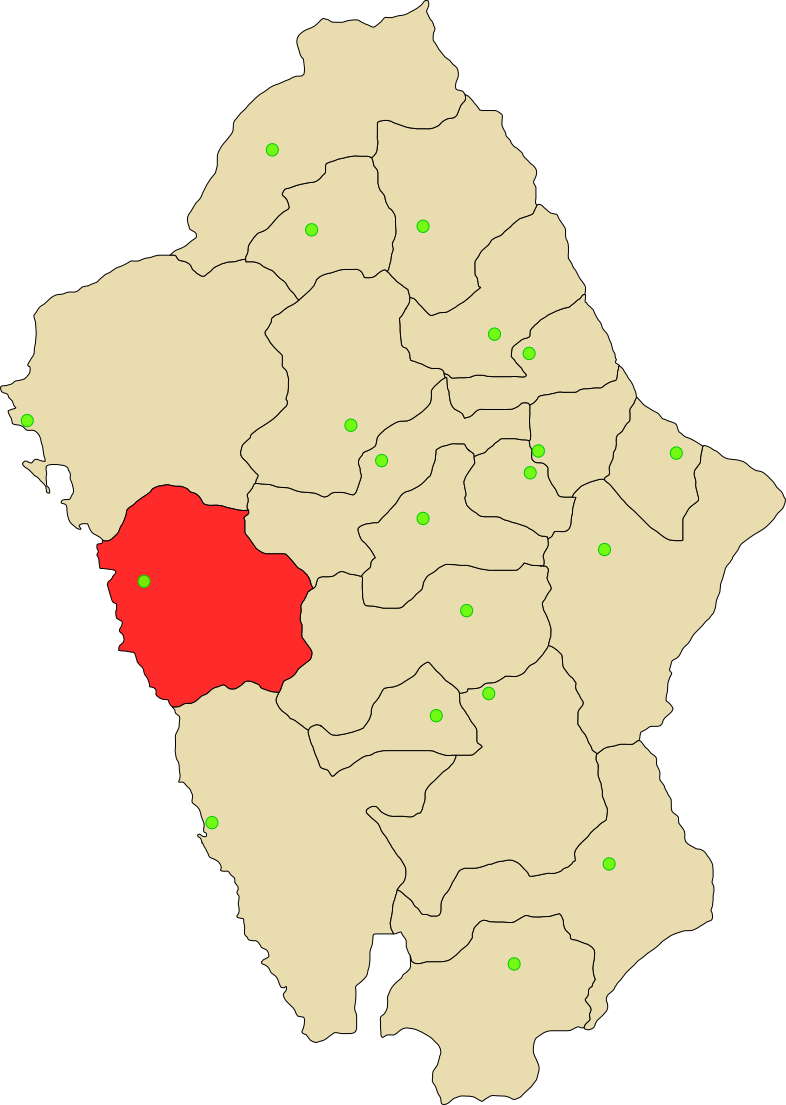
Mapa de provincia de Casma en Áncash

La provincia de Casma es una de las veinte provincias que conforman el departamento de Áncash, Perú. Limita por el norte con la provincia del Santa, por el este con las provincias de Yungay y Huaraz, por el sur con la provincia de Huarmey y por el oeste con el océano Pacífico.

## Historia
La actual provincia de Casma fue creada mediante el Decreto Ley n.º 11326, del 14 de abril de 1950, con el nombre de provincia de Huarmey al ser escindida de la actual provincia del Santa. Cinco años más tarde, se le cambia de nombre a Casma mediante la Ley n.º 12382, del 25 de julio de 1955.
Casma tiene una historia milenaria que abarca más de ocho mil años, con restos en Cerro Prieto, Huaynuná, El Huaro, Tortugas, entre otros, donde los pequeños grupos de exploradores y pescadores llegados de otras latitudes se asentaron y fueron creciendo hasta conformar tribus mejor organizadas. El alimento abundaba y la población creció considerablemente hasta que en un tiempo muy remoto unos cuatro mil años atrás comenzó a gestarse lo que luego pasó a ser una de las culturas más antiguas del continente: Sechín, que logró una sociedad bastante bien organizada y avanzada tecnológicamente para su época. Su organización fue tal que duró casi trescientos años, hasta su transformación en la cultura Chavín, que continuó su desarrollo con el manejo de la piedra, haciendo grabados en bajo relieve. Al decrecer Chavín, llegaron otras culturas como la moche, huari, chimú e inca.
De este antiguo esplendor, quedaron los sitios arqueológicos de las Lomas de Casma o llamado Lomas de Mongon, El Huaro, Las Aldas, Huaynuná, Tortugas, La Virgen, Taukache, Pallka, Manchan, Chankillo, Pampa de Llamas, Mojeque, Purgatorio, El Farol, San Diego, La Huaca, Puerto Pobre, entre otros.

## División administrativa

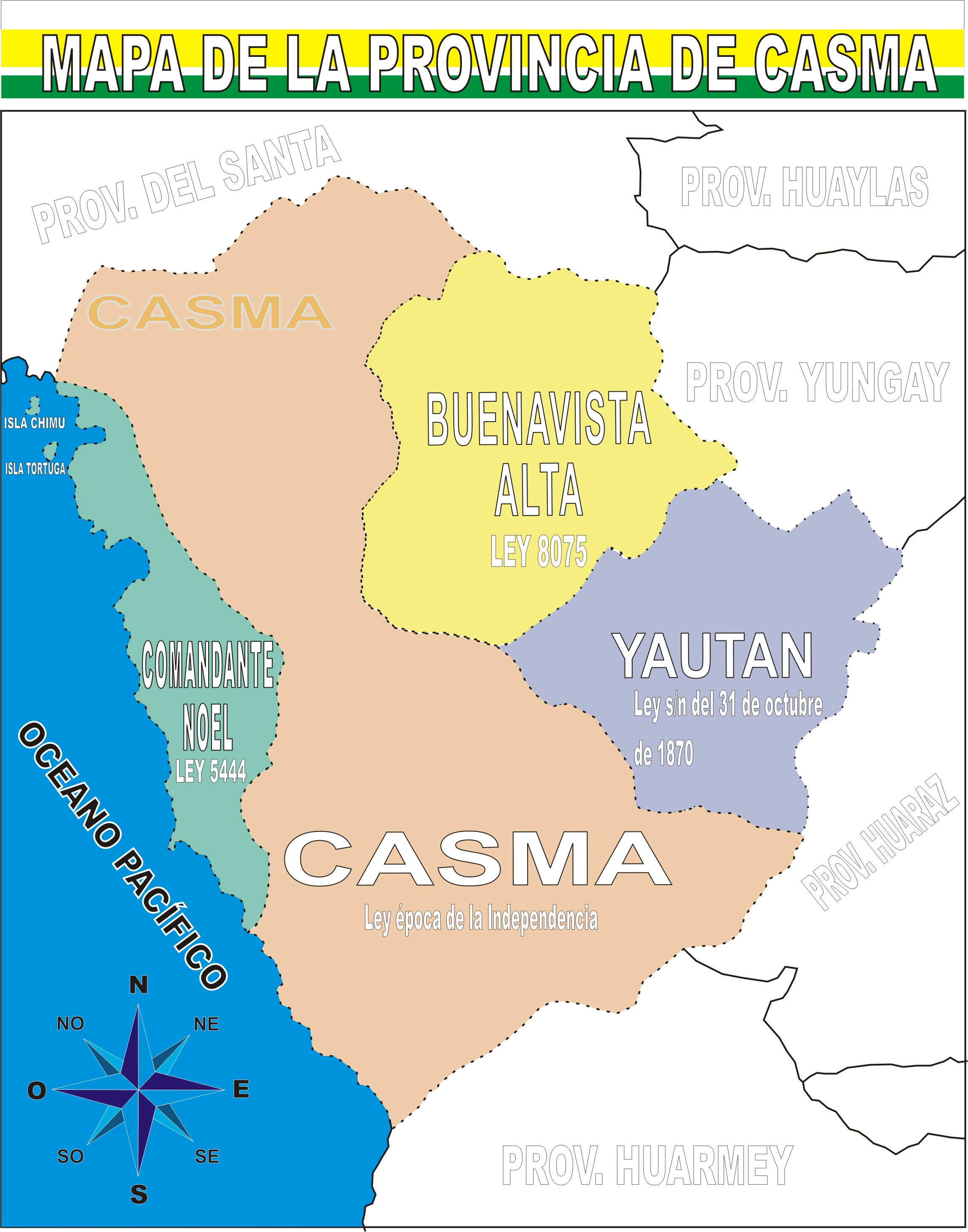
Mapa político de la provincia de Casma

Esta provincia se divide en cuatro distritos:
- Casma
- Buenavista Alta
- Comandante Noel
- Yaután

## Clima
Su clima es cálido y seco. Su temperatura varía entre los 13 °C como mínima y los 31 °C como máxima. Casma tiene la característica de tener una temperatura cálida durante el verano y abrigado durante el invierno, lo que hace que solo estas dos estaciones se noten durante todo el año, por esto se le conoce a Casma como la Ciudad del Eterno Sol.

## Población
Casma, según el INEI, la población estimada al 2025 es de 62 256 habitantes.

## Capital
La ciudad de Casma es la capital de la provincia casmeña. Se encuentra ubicada en el distrito de Casma.

## Distritos

### Casma
El distrito de Casma es uno de los cuatro distritos de la provincia de Casma, ubicada en el departamento de Ancash, bajo la administración del Gobierno regional de Áncash, en Perú. La ciudad del mismo nombre es la capital de la provincia.

### Yaután

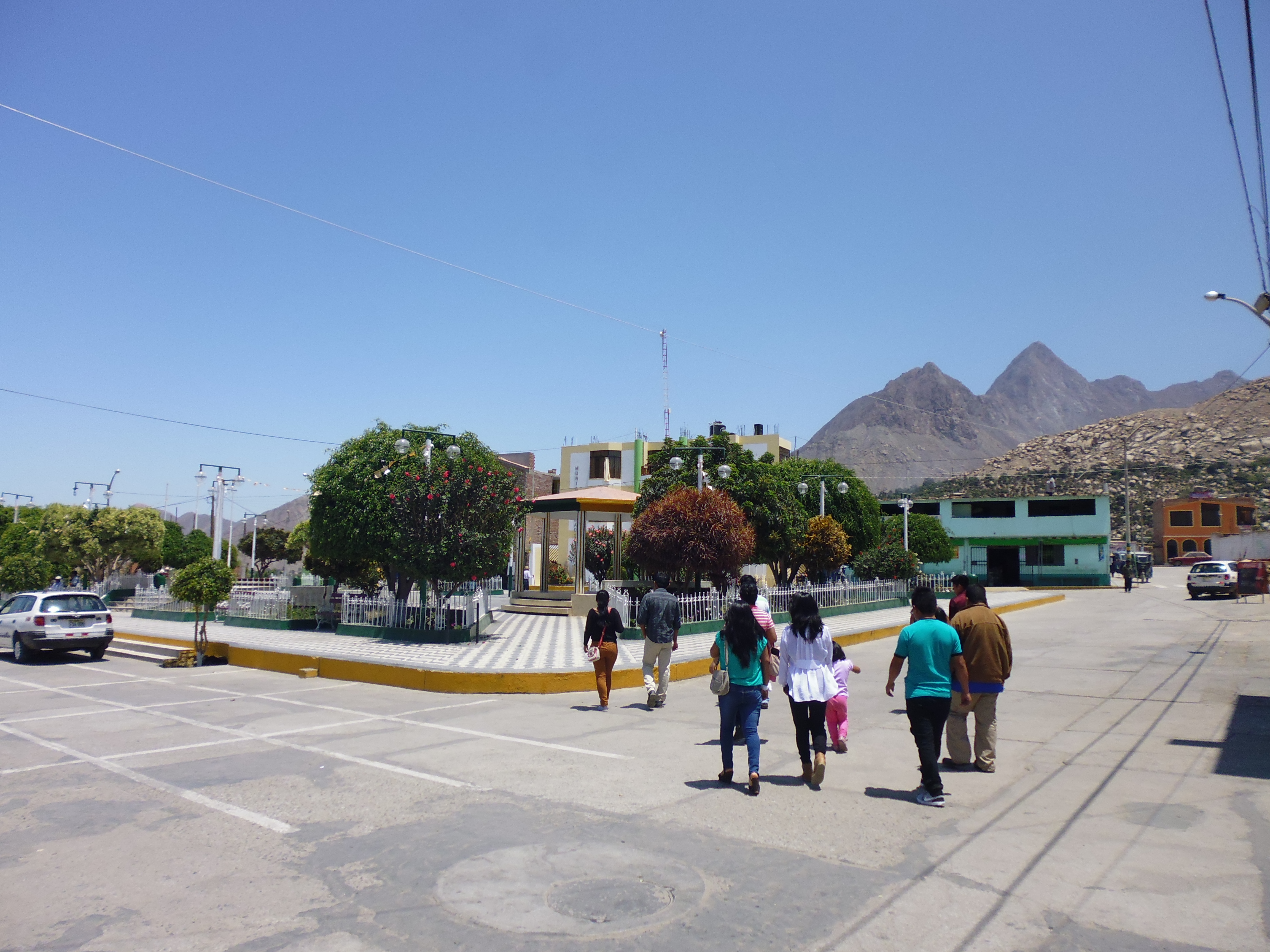
Plaza de armas del distrito de Yautan

El distrito de Yaután, que tiene como capital al pueblo del mismo nombre, se encuentra ubicado a 40 km de la ciudad de Casma, a 808 m s. n. m. por su cercanía a la sierra. Su paisaje es accidentado y de intenso verdor; su clima es variado, durante el día es cálido y por las noches ligeramente frío.
Yaután es famoso por sus frutos como: mangos, plátanos, palta, maracuyá, sandía, pacaes y uvas, con las que se elaboran piscos y vinos de gran calidad, encaminándose así hacia una agricultura moderna y sostenida.
El nombre del distrito de Yaután se deriva del apellido de uno de sus principales caciques que vivían en el lugar llamado Luis Llantan, según consta en archivos de fecha 28 de agosto de 1686.
Desde Yaután se puede visitar el complejo arqueológico de Palka, los petroglífos de Jaihua, el cerro Ulampash.
El potencial agrícola en el distrito de Yautan está modernizándose en el uso del riego tecnificado y siembra de productos de exportación como el mango, la palta, la uva y el maracuyá, que están desarrollándose en los fértiles valles de Valdivia, Cachipampa, Condorarma, Jaihua y Kiskis.

### Buenavista
Buenavista se encuentra ubicada a 13 km de la ciudad de Casma, capital de la provincia del mismo nombre. Se ingresa por el desvío de la carretera a Huaráz, a una altura aproximada de 216 m s. n. m. El distrito de Buenavista Alta cuenta con una superficie de 491.70 km².
Su clima es cálido, pues ronda entre 13 y 31 grados. Como temperatura media se estiman 22 grados centígrados.
El valle de Buenavista es una zona privilegiada en cuanto a riqueza turística se refiere, ya que exhibe lugares arqueológicos de importancia, tales como el sitio arqueológico el Olivar, el complejo arqueológico de Cahuacucho, así como la Huaca de Huanchuy y Sechín Alto, los cuales son restos que aún falta que sean estudiados a plenitud.
Los Geoglifos de Pampa Colorada se encuentra ubicada a 14 km al sur este de Casma.

### Comandante Noel
El distrito de Comandante Noel, con su capital, Puerto de Casma, se encuentra ubicado a 11 km de la Capital de la provincia de Casma y a escasos centímetros sobre el nivel del mar. En sus muelles, hasta el año 1930, los buques realizaban sus embarques y desembarques de productos nacionales y extranjeros. Fue el primer puerto mayor de Ancash y uno de los más importantes de la costa peruana.
En la bahía de Puerto Casma, ocurrieron hechos memorables para la historia naval del Perú, como el combate naval de Casma y la inmolación heroica del Comandante Noel. Puerto Casma es un puerto industrial pesquero con posibilidades de mayor crecimiento y desarrollo ecológico; además, la zona agrícola tiene una floresciente proyección agroindustrial. Por otro lado, la acuicultura ha incrementado sus actividades con el cultivo de conchas de abanico.
Este distrito tiene una riqueza marina como la playa Tortugas, Guaynuma, Rincón de Piños y la exótica laguna de San Diego. Además, tiene potenciales áreas para el esparcimiento y la recreación, lo que convierte a este distrito en un lugar de permanente visita para turistas nacionales y extranjeros.
Sus playas vírgenes sugieren el desarrollo de un turismo de playas, pesca y recreaciones.

## Hidrografía
El río Casma, que irriga el valle de su nombre, está ubicado en la Cuenca Hidrográfica del Pacífico, teniendo en cuenta la extensión de su drenaje a la segunda clase, ya que no tiene su origen en la zona divisoria continental, pero recibe afluentes que llegan desde la zona de lluvias generales.
Como todos los ríos de la costa, excepto el Tumbes y el Chira, el Casma no es navegable.
El Casma tiene su origen en la falda occidental de la Cordillera Negra, cerca de Punta Callán, aproximadamente a los 8.30 grados de latitud y a los 4210 metros de altura.
Su extensión en línea recta, tomada sobre la carta, es de 90 a 100 km, desde su nacimiento hasta el mar, en el que desemboca a los 9°40´48´´ de latitud y a los 80°44´33´´ de longitud. Sabido es que los ríos que nacen en las divisorias principales de Los Andes tienen, como todos los ríos que forman los valles de la Costa peruana y desembocan en el Pacífico, un corto curso dirigido normal y obligatoriamente hacia el mar, el Casma no es la excepción a esta regla.
El Casma es un río torrentoso, su curso es en pendiente, ya que nace en las alturas de la cordillera. Su lecho es impermeable en su curso superior y es de régimen irregular puesto que se alimenta de las escasas lluvias y de la cordillera Negra, en que tiene su nacimiento; carece de nieves perpetuas. Por esta razón es que el agua es escasa en Casma y, a veces, permanece seco largas temporadas, y luego, de acuerdo con los ciclos pluviométricos, se vuelca sobre el Valle en terribles avenidas.
Su caudal, aun en los buenos años, no basta para irrigar todas las tierras del valle, no obstante riega una extensión aproximada de catorce mil hectáreas.
Vierten sus aguas en el Casma los siguientes cursos de agua:
- El Pampas (que nace en una laguna a 4568 m de altura)
- El Pariacoto
- El Río Grande
- El Santa Ana (estos dos últimos ríos nacen en las faldas de la Cordillera Negra)
- El Chacchan
- El Tomeque
- El Yaután

Y, por último, antes de cruzar por las cercanías de la ciudad de Casma recibe su más importante afluente: el Río Sechín o Quillo, para después desembocar en el mar.
El río en su recorrido cruza los siguientes lugares geográficos, aparte de las haciendas, fundos y chacras: Yupesh, Huangra, pariacoto, Yaután, Pischen, Quisquis, Cachipampa, Cuhipuro, Poctao, Condorarma, Jaihua, Casablanca, Huaihuayoc, Nivín, Pacay, Puquio, Patazca, Choloque, Chanquillo y Mojeke.
A continuación se menciona las principales características del río Casma, así como los datos sobre sus descargas en el año de 1941:
- Área de la cuenca colectora km: 2025
- Superficie aproximada colectora irrigada: 14 000 ha
- Descarga en m³ por segundo:
  - Máxima: 80,000
  - Mínima: 0.120
  - Media: 6554
- Máxima frecuencia del año m³ por segundo: 0.400
- Mediana del año m³ por segundo: 0.850
- Mes más abundante: Marzo
- Mes más seco: Octubre
- Masa total descargada en el año en m³: 201 939 264

Cabe advertir que los datos tomados para esta parte, lo fueron en la Sociedad Geográfica de Lima, con la colaboración amable de su Secretario Sr. García Rosell. También se ha utilizado el Extracto Estadístico del Perú para 1941, en lo referente al cuadro que se incluye.
Ref.B.: Raygada JL. La Monografía de Casma. 1944. En homenaje al gran escritor y periodista, editado por César Oliden.

## Sitios arqueológicos

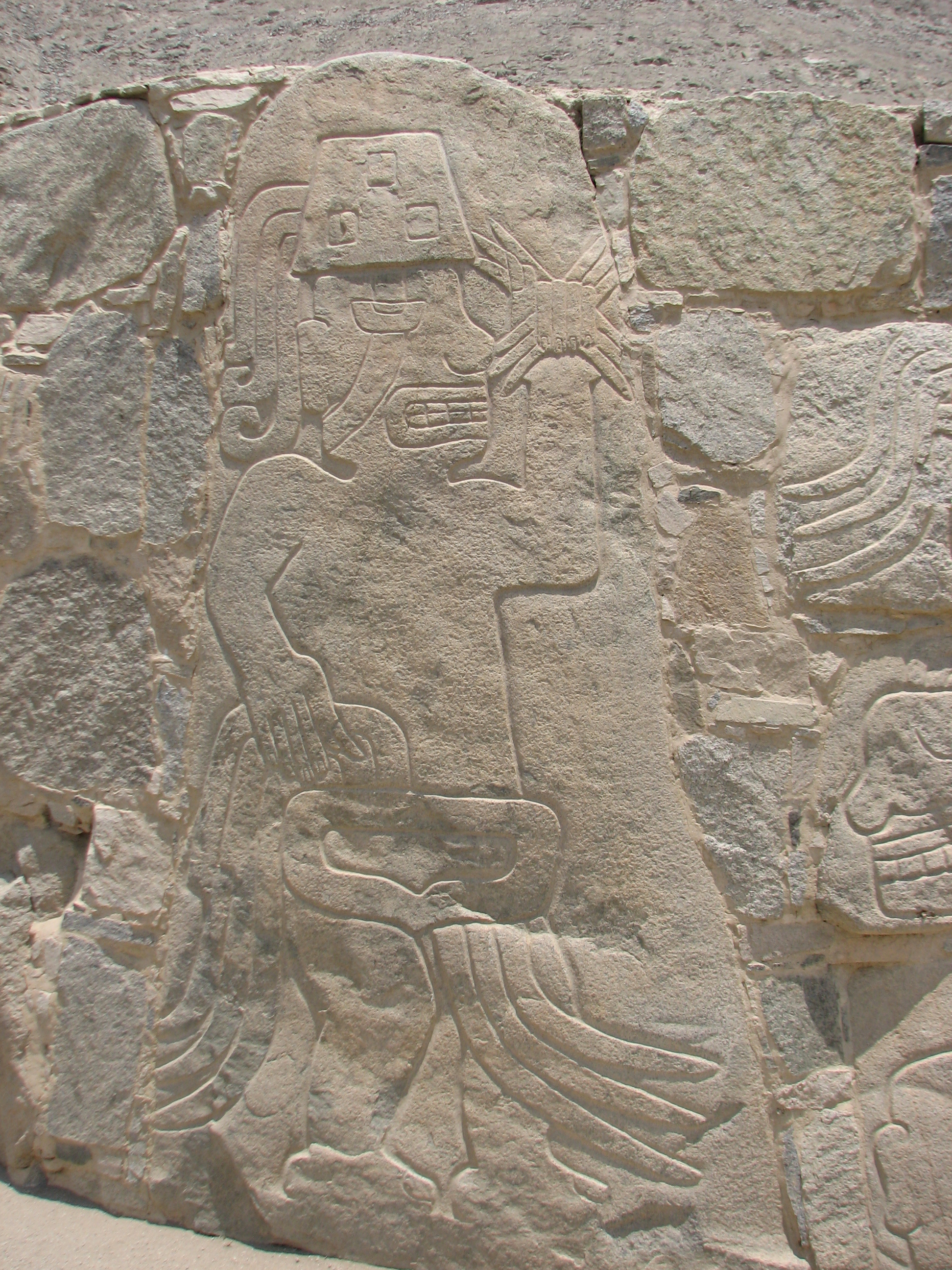
Relieve de la fachada pétrea de Cerro Sechín, que representa a un sacerdote-guerrero.

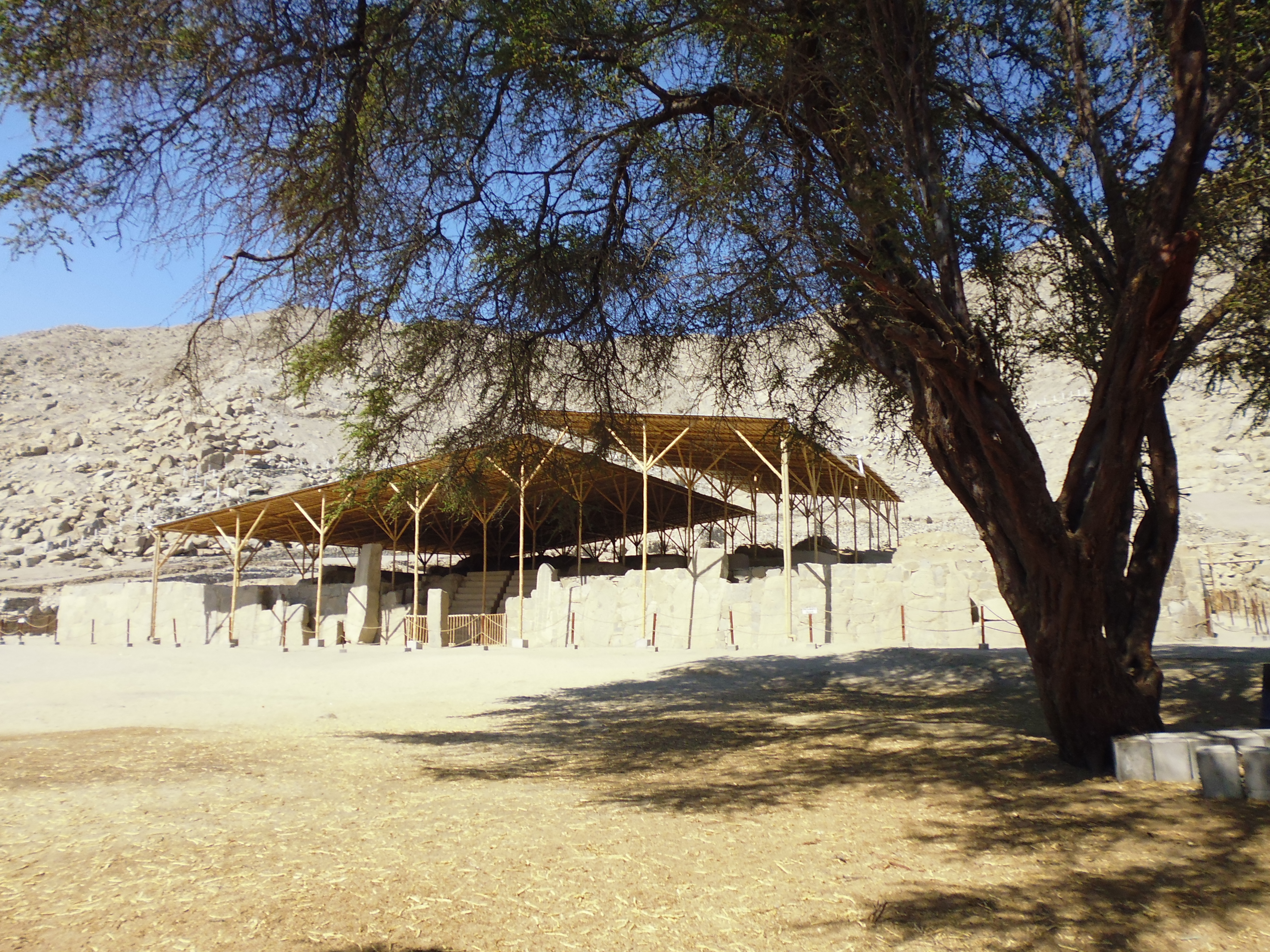
Templo de Sechín

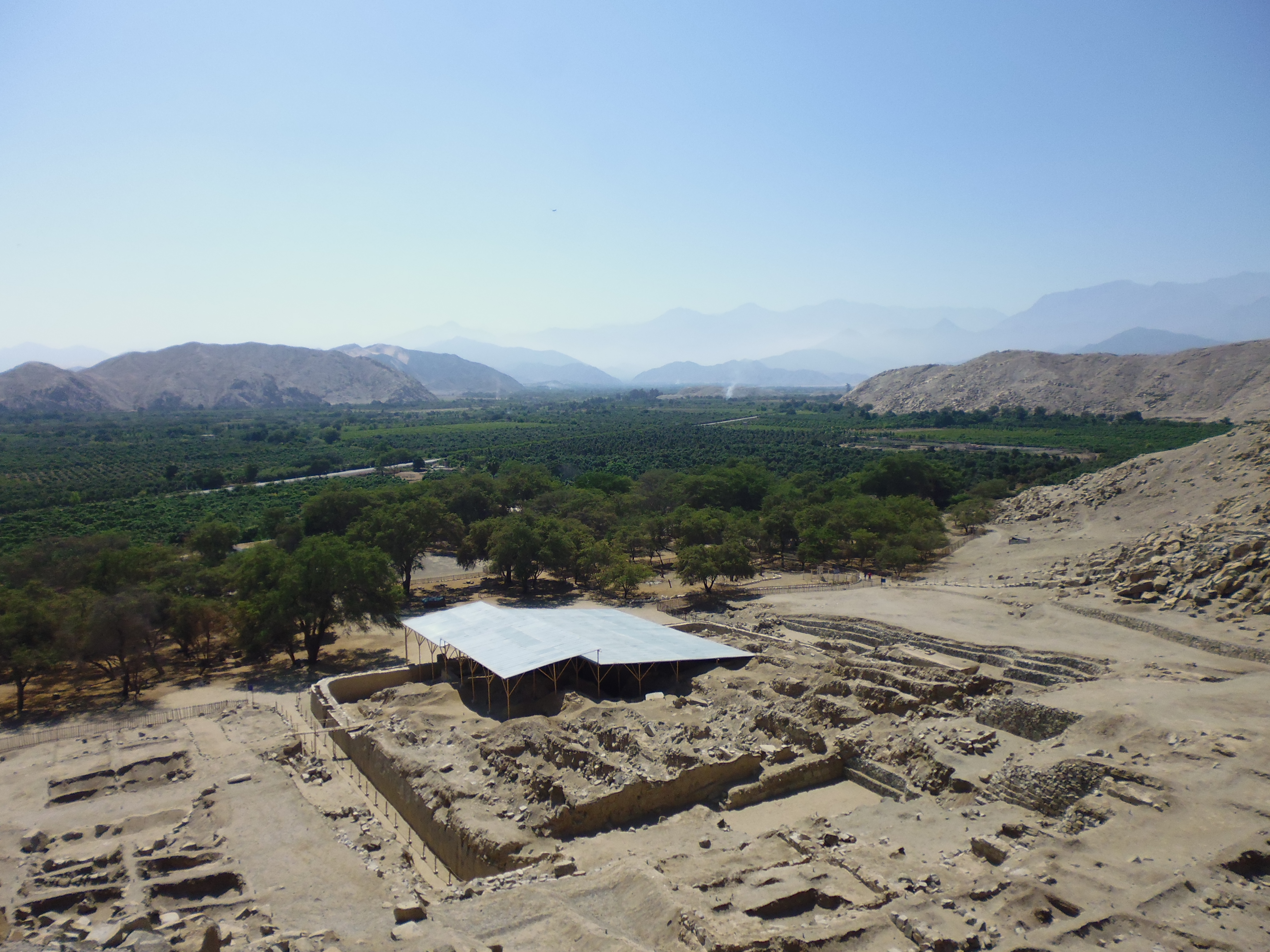
Vista panorámica del valle y templo de Sechín

- Cerro Sechín: Importante sitio arqueológico con 4000 años de antigüedad, situado a 2 km por el camino Casma-Huaraz. Fue descubierto en 1937 por Julio C. Tello y destaca su fachada enchapada con monolitos de caras planas, sobre las que se hallan grabadas figuras en relieve, que representan a sacerdotes guerreros y cuerpos mutilados.[2] Partiendo de Casma hacia el km 371 de la Panamericana norte, se bifurca hacia el este una vía asfaltada a Huaráz, solo basta avanzar dos kilómetros sobre esta vía para llegar al monumento Arqueologíco de Sechín. Con 3700 años de antigüedad, el monumento Arqueológico de Sechín se encuentra ubicado en la falda norte del cerro laguna, conocido por los lugareños como Cerro Sechín. Fue descubierto por Julio C. Tello en 1937, denominándolo Templo del Cerro Sechín, después de Tello intervinieron otros investigadores tales como Alberto Bueno Mendoza, Arturo Jiménez Borja y Lorenzo Samaniego, entre los más importantes: calificando este último a Sechín como complejo arquitectónico político-religioso. El complejo consta de seis edificios, uno central conformado por un edificio de barro (más antiguo) y otro de piedra, dos edificios a ambos lados del edificio central y una galería lítica. La estructura lítica está representada por más de trescientas tallas con variadas representaciones iconográficas mostrándose el éxtasis, euforia, dolor del hombre, posiblemente una alegoría a una presunta lucha y sacrificio entre dos pueblos en conflicto revelando la altivez de los vencedores y el destino fatal de los vencidos.
- Sechín Alto: Situado cerca de Cerro Sechín, su principal monumento es una estructura de forma piramidal cuya planta mide 300 m de largo por 350 m de ancho y alcanza una altura de 35 m. Delante se extienden cinco canchas o plazas, algunas con patios circulares hundidos. Todo este conjunto se extiende en un espacio alargado de unos 2 km de longitud y abarca de 300 a 400 hectáreas. Es considerado el mayor conjunto arquitectónico del Perú y tiene una antigüedad de cuatro mil años.
- Sechín Bajo: Situado al frente de Cerro Sechín, es también un conjunto arquitectónico en cuyo estrato más profundo se halló en el 2008 los restos de una plaza circular de piedra y barro, cuya antigüedad es de 3500 a. C. habiendo sido considerada como la más antigua estructura arquitectónica del Perú.[3]
- Chanquillo: Fortaleza de piedra, mirador y el observatorio solar más antiguo de América.[4] Se encuentra situado a unos 15 km de Casma.
- Las Haldas: Complejo arqueológico de 3500 años de antigüedad, ubicado en la cima de una colina a orillas del mar, aproximadamente a 1 km al norte de la caleta La Gramita. Tiene seis plataformas, encima de las cuales se construyeron edificaciones de piedras superpuestas, a medio labrar con una excelente vista al mar. Fue estudiada en 1958 por arqueólogos de la Universidad de Tokio, y luego por la arqueóloga Rosa Fung Pineda.[5]
- Pampa de las Llamas-Moxeke: Conjunto arqueológico conformado básicamente por dos monumentos de forma piramidal: Moxeque y Huaca A (o Huaca de las Llamas). Consta además de plazas muy amplias, unidades habitacionales, cementerios. Destaca la pirámide de Moxeque, de forma casi cuadrangular con unos 160 a 170 m por lado, con esquinas curvas y unos 30 m de altura, cuyas terrazas se comunican a través de escalinatas desde el ingreso principal. Los muros fueron enlucidos, con relieves policromos y pintura mural. Tiene una antigüedad de casi 4000 años.[6]
- El Purgatorio: Es el sitio arqueológico más grande de la provincia, considerado como la capital de la cultura casma.[7]
- Huaynuná: El sitio de Huaynuná se ubica en el lado sur de la orilla de la bahía de Guaynuma en el distrito de Comandante Noel, provincia de Casma, seis de las siete fechas radiocarbónicas más tempranas del sitio, con un rango entre 2250 a. C. y 1740 a. C. provenientes de cortes estratigráficos, arquitectura doméstica y del cuarto con fogón ventilado.[8]
- Pallka: Pallka se encuentra sobre una elevación rocosa en la margen izquierda de la quebrada Matwa. Esta compuesto por un sector funerario, residencial y monumental; de este último destaca una pirámide principal. Según Tello, se trató de una típica ciudad chavín.

## Autoridades

### Regionales
- Consejero regional
  - 2019-2022:[11] Raúl Martin Lafora Gaviño (Alianza para el Progreso)

### Municipales
- 2023-2026[11]
  - Alcalde: Julio Meléndez Lázaro, de Movimiento Regional El Maicito.
  - Regidores:

  1. Nilda Francisca Flores Dextre (Alianza para el Progreso)
  2. Cayo Arquímedes Alegre Llanto (Alianza para el Progreso)
  3. Rocío Jacquelin Yauri Gutiérrez (Alianza para el Progreso)
  4. Julián Andrey Montoya Coc (Alianza para el Progreso)
  5. Ambrocio Alejandro Caballero Llanto (Alianza para el Progreso)
  6. Elsa Vanessa Yui León (Partido Democrático Somos Perú)
  7. Martha Aurora Céspedes Muñoz (Movimiento Regional El Maicito)

### Policiales
- Comisario: Comandante PNP Pedro Juan Silipu Lázaro

## Personajes ilustres
- Jaime López Raygada, periodista del periódico nacional El Comercio y autor de La monografía de Casma, entre otras obras literarias.
- Valeriano López, el Tanque de Casma, futbolista del club Sport Boys del Callao.

## Festividades
- 19 al 23 de marzo: Semana turística de Casma, creación política de Casma como capital de provincia (1857).
- 5 de abril: Aniversario de Buenavista (creación política, por Ley 8075, de 1935).
- 3 de mayo: Aniversario de Comandante Noel (creación política, por Ley 5444, de 1926).
  - 1 de julio: Aniversario cívico-cultural, arqueólogo Julio César Tello, descubridor de Sechín.
- 19 a 23 de julio: Fiesta Patronal en Honor a Santa María Magdalena, patrona de Casma.
- 22 de julio: Fundación de Casma
- 25 de julio: Creación política de la provincia
- 23 de septiembre: Fiesta de la Primavera
- 18 de octubre: Señor de los Milagros
  - 31 de octubre: Aniversario de Yaután (creación política, por ley de 1870)

## Gastronomía
La gastronomía casmeña es una de las más reconocidas de la cocina costeña ancashina, entre sus platos más representativos se encuentra y podríamos asegurar que es el plato bandera de Casma llamado el ceviche de pato acompañado con frejoles y yuca, o solo con yuca y ensalada, chicharrón de pato, el pepián de pava, siños al ajo, el picante de siños, solo en Casma se prepara el siño, un pequeño invertebrado de colores oscuros y anaranjados que abundan en rocas cubiertas por el mar, especialmente en las playas del litoral casmeño, este alimento al igual que los ya mencionados forman parte de la gastronomía casmeña.

## Patrimonio natural

### Duna Manchan
Es una duna longitudinal que tiene una orientación sur oeste noroeste, se encuentra ubicado en la provincia de Casma departamento de Ancash. Tiene una extensión de 20 km, con una altura promedio de casi 300 m.s.n.m. La duna posee un paisaje natural muy peculiar y es usada para la práctica de deportes de aventura, como la caminata y el sandboard. Es una ondulante duna de arena que tiene forma de serpiente. Sobre el Manchan se han tejido muchas historias y leyendas muy antiguas que provienen de épocas prehispánicas y coloniales.

### Lomas de Mongón
Las Lomas de Casma, también conocidas como las Lomas de Mongón, se encuentran ubicada a 20 km al suroeste de Casma.
Las Lomas de Casma forman un ecosistema especial en una zona geográfica de clima desértico o árido subtropical con escasas precipitaciones en invierno. En este sitio del litoral casmeño, hay una constante garúa que origina un oasis en las faldas del cerro Las Lomas, el cual se encuentra a corta distancia del mar y tiene una elevación de 1144,88 m s. n. m.
El cerro Las Lomas de Casma, donde dos o tres meses al año se forma una extensa y colorida vegetación, tiene una elevada altura y ubicación cercana al mar. Esta característica es poco común en la costa; de ahí que se convierte en el cerro con lomas más alto de la costa peruana por su cercanía al mar.
Las Lomas de Casma es un sitio ecológico cercano al mar, el único en su género en la provincia de Casma que se conserva una maravillosa flora y fauna silvestre. Además guarda secretos precolombinos en medio de un ambiente natural.

### Laguna San Diego
La hermosa laguna natural de San Diego también conocida como la laguna del Puerto de Casma, está ubicada en las faldas del cerro San Diego, al oeste de la ciudad de Casma. Su acceso es por el camino al Puerto de Casma, tomar el desvío al caserío de San Diego y luego continuar por una trocha, hasta llegar a la mencionada laguna. Otra forma de llegar a la laguna, es partiendo del Puerto de Casma se toma un desvío hacia la mano derecha por una carretera que lleva hasta la misma laguna.
El clima es fresco todo el año, porque recibe el viento marino; debido a su cercanía al puerto de Casma. En invierno es húmedo y de más frío, mejorando hacía primavera y calentando mucho en el verano.
En la zona cercana a la laguna existen las siguientes especies, Flora: algarrobos, huarangos, pasto silvestre, musgos. Fauna: cangrejos pequeños en grandes colonias, peces, como el momengue que alcanza hasta 50 cm de longitud, bagres, liza de río, zancudos, mosquitos, patos silvestres, palomas de Castilla, lechuzas, tórtola, cuculí, etc.
Cerca de la laguna de San Diego se encuentra una ciudadela que pertenece a la cultura chavín.

### Bahías
La provincia de Casma cuenta con dos bahías colindantes como es la bahía de Tortugas; en esta bahía se encuentran la playa Tortugas, playa Guaynuma, playa Dos Hermanas, playa Quita Calzón, entre otras playas; y la otra bahía denominada Puerto de Casma porque ahí se estableció el puerto rico de Casma luego llamado Puerto Casma ubicado en el distrito de Comandante Noel, esta bahía tiene la playa Rincón de Piños, playa Puerto Casma, entre otras muy tranquilas y de colores turquesas.

### Balneario de Tortugas

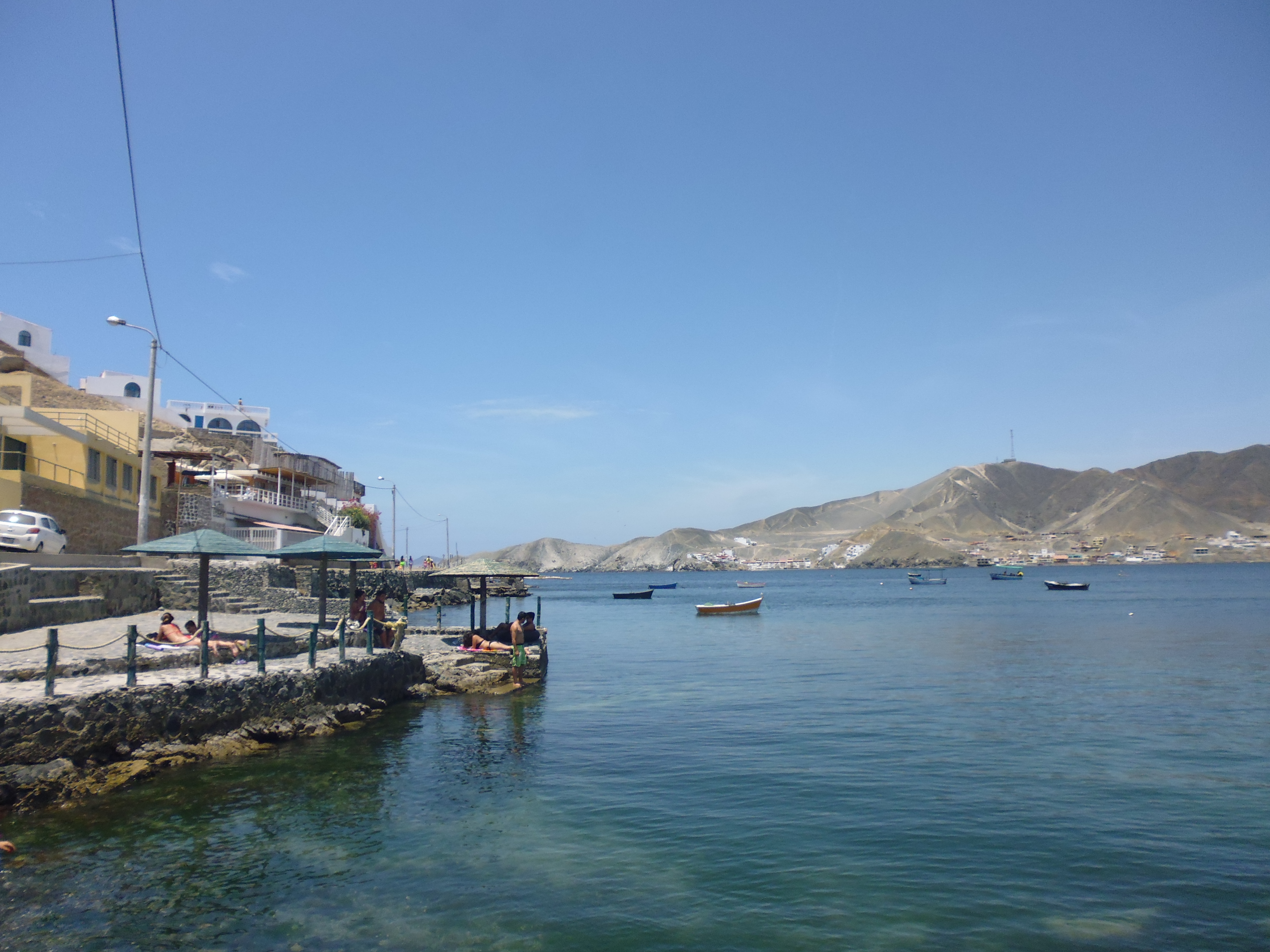
Vista desde el lado sur del balneario de Tortugas en Casma

Tortugas, es el balneario más atractivo y es la belleza de Casma. Es un hermoso golfo de aguas limpias de color verde turquesa, a veces azul claro que antiguamente era remanso de tortugas que poblaban sus aguas y que originaron su nombre.

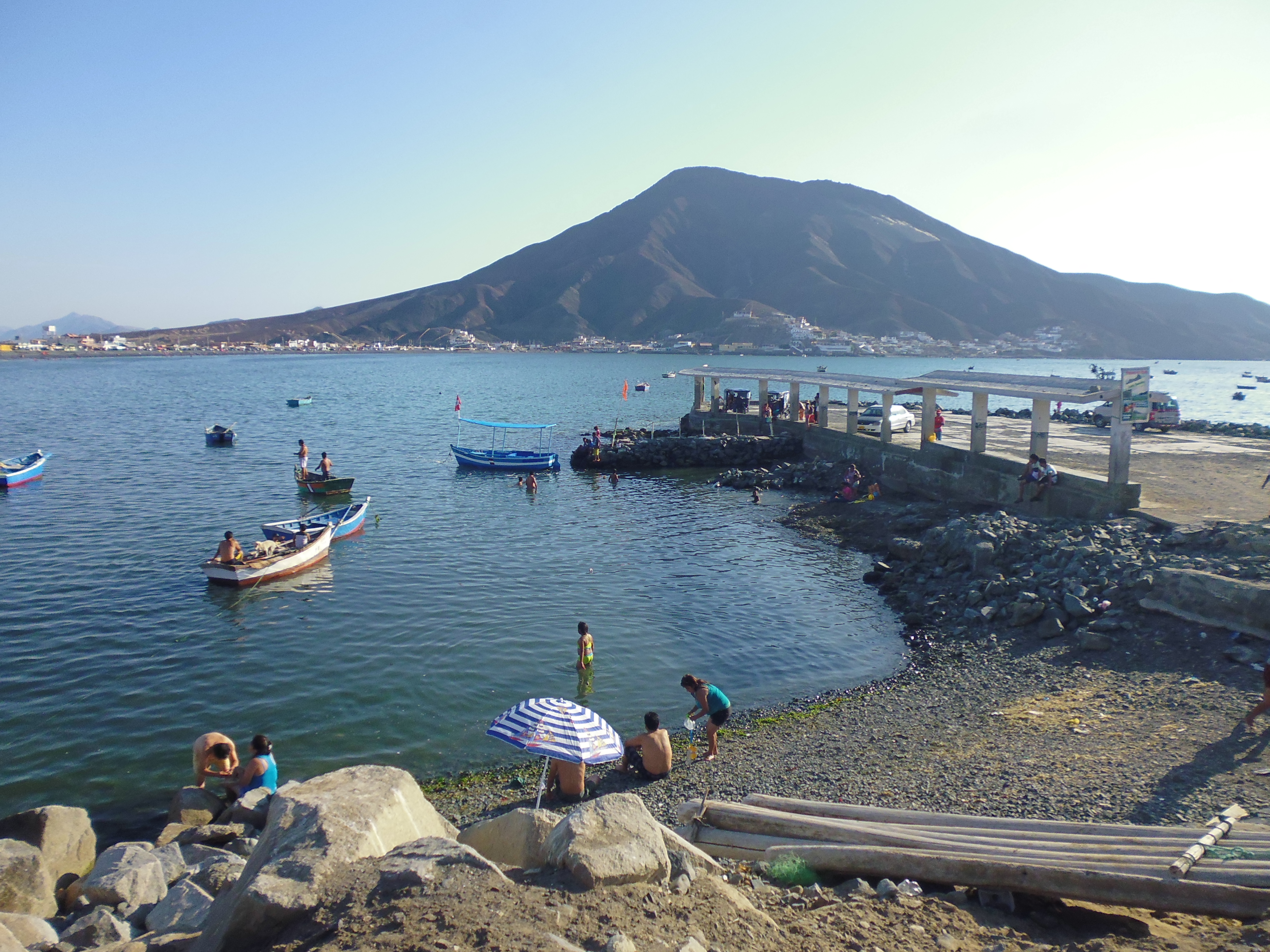
Vista del balneario de Tortugas desde el lado norte en Casma

El balneario está ubicado a 17 km al norte de Casma, en un desvío a la izquierda, teniendo como vía de acceso una carretera asfaltada.
En la actualidad, Tortugas es un lugar con viviendas de variadas formas y gustos, que en época de verano son habitadas por cientos de familias dándole un aspecto singular a la temporada veraniega.
Tortugas viene cobrando inusitada importancia, no solamente en el aspecto turístico, sino también en la pesca artesanal y producción acuícola. La diversión y el entretenimiento están garantizados en el balneario de Tortugas, toda vez que en sus aguas el visitante puede practicar la pesca, el paseo en botes, el buceo, la pesca submarina y tablas.
Para su comodidad Tortugas cuenta con excelentes hostales, hoteles y alojamiento de excelente calidad y comodidad. De la misma manera cuenta con restaurantes de buena categoría donde turistas y lugareños degustan deliciosos potajes preparados con productos del mar.
Además se puede disfrutar de su arte culinario, tales como el ceviche, chicharrón y frituras de pescados tales como la corvina y el lenguado son los más solicitados.
Es un buen lugar para practicar deportes acuáticos como la caza submarina, tiene servicios turísticos para este deporte en el balneario paseos en bote hasta las isla Tortuga en donde se pueden apreciar diversas aves marinas, pingüinos de humbolt, lobos marinos, etc. Además cuenta con un mar limpio y tranquilo. Desde Casma hay servicio regular de transporte de pasajeros durante todo el año.

### Deporte de pesca submarina
Es un deporte que para Casma tiene un significado especial en tanto que nos ha dado grandes satisfacciones a nivel nacional e internacional, habiendo obtenido varios lauros en campeonatos nacionales e internacionales. El balneario de tortugas ha sido sede de varios campeonatos oficiales.
Nuestro mar y especialmente la fauna marina que posee es un lugar preferente para practicar la caza submarina de las especies más preciadas de este deporte, como son las chitas, meros, lenguados, cabrillas, pintadillas, etc.
Otros de los lugares excelentes para practicar este deporte son las playas de La Gramita, Guaynuma, Campanario, El Huaro, Playa Grande, Mongoncillo, etc.
La caza submarina se realiza en las playas de Casma.

### Bahía Guaynuna
La bahía Guaynuma se encuentra ubicado en el distrito de Comandante Noel, provincia de Casma. A unos veinticinco minutos de la ciudad de Casma, en auto, se puede llegar. Las personas que visitaron cuentan que es una hermosa bahía llena de nostalgía para los casmeños que pasaron su niñez, es una bahía casmeña con playas hermosas como playa del mismo nombre, playa Dos hermanas y playa Quita Calzón.

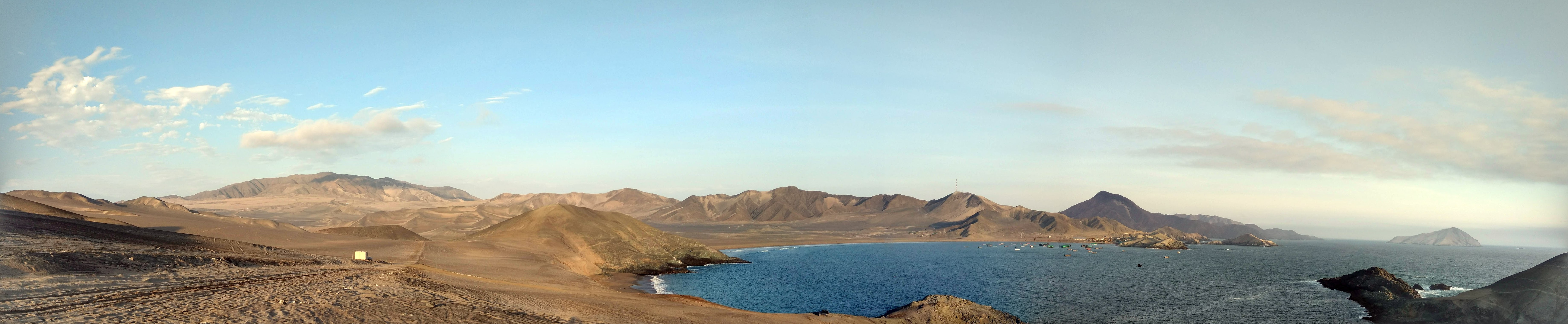
Vista panorámica.

## Playas del litoral Casmeño
En Casma se encuentran numerosas playas, entre las más reconocidas, por el norte, playa Quita Calzón, playa Huaynuna, ojo aunque el nombre de esta playa en los mapas se le encuentra como Guaynuma, playa Tortugas, playa Rincón de piños, playa Puerto Casma, por la parte del sur, encontramos las playas de Cajero Grande y Chico, playa Campanario, playa Huesitos, playa el Huaro, playa las Mellisas, playa La Gramita, playa las Gemelas, playa Grande y playa Punta Dos Hermanos.

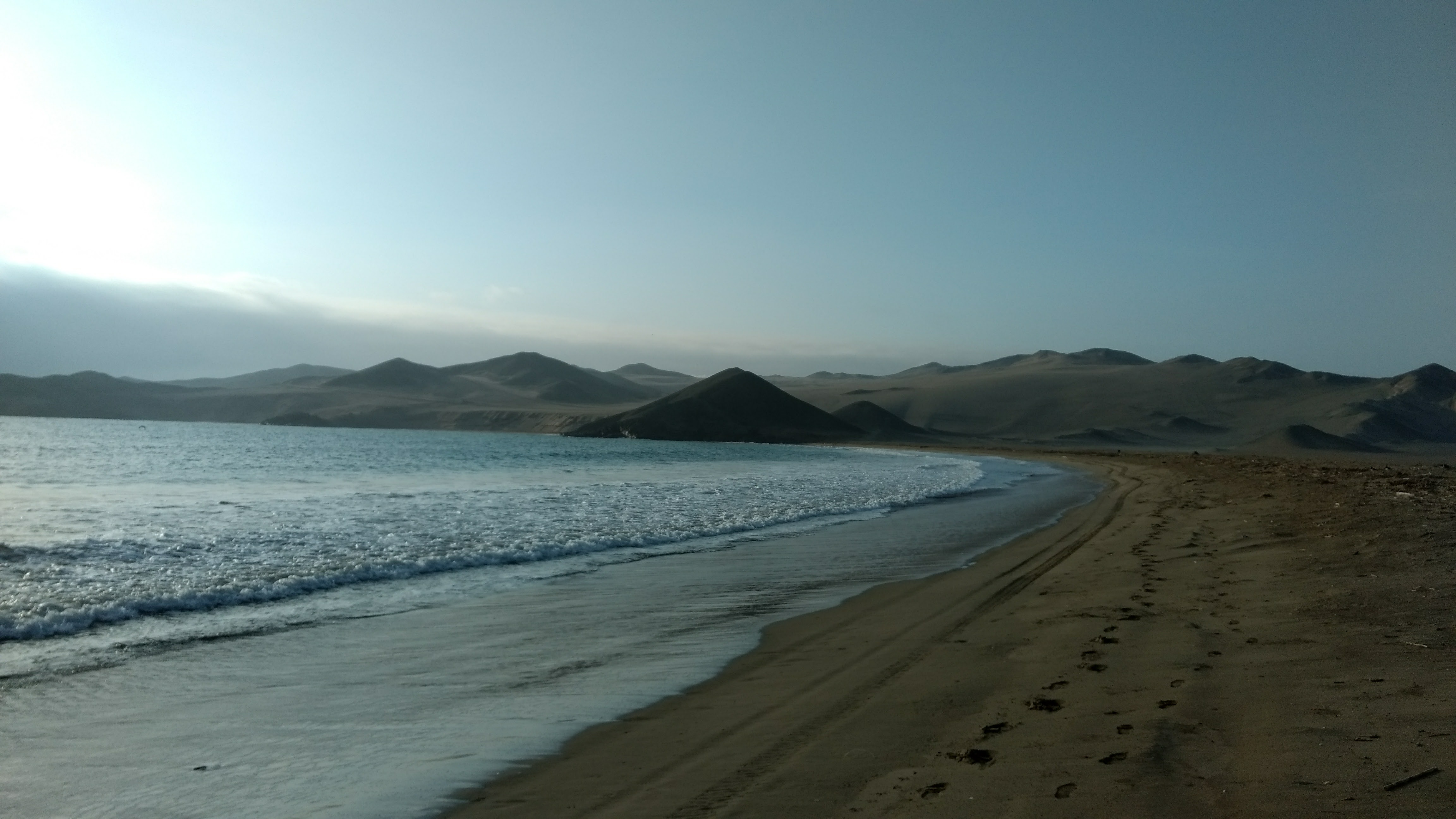
Atardecer en playa Casmeña

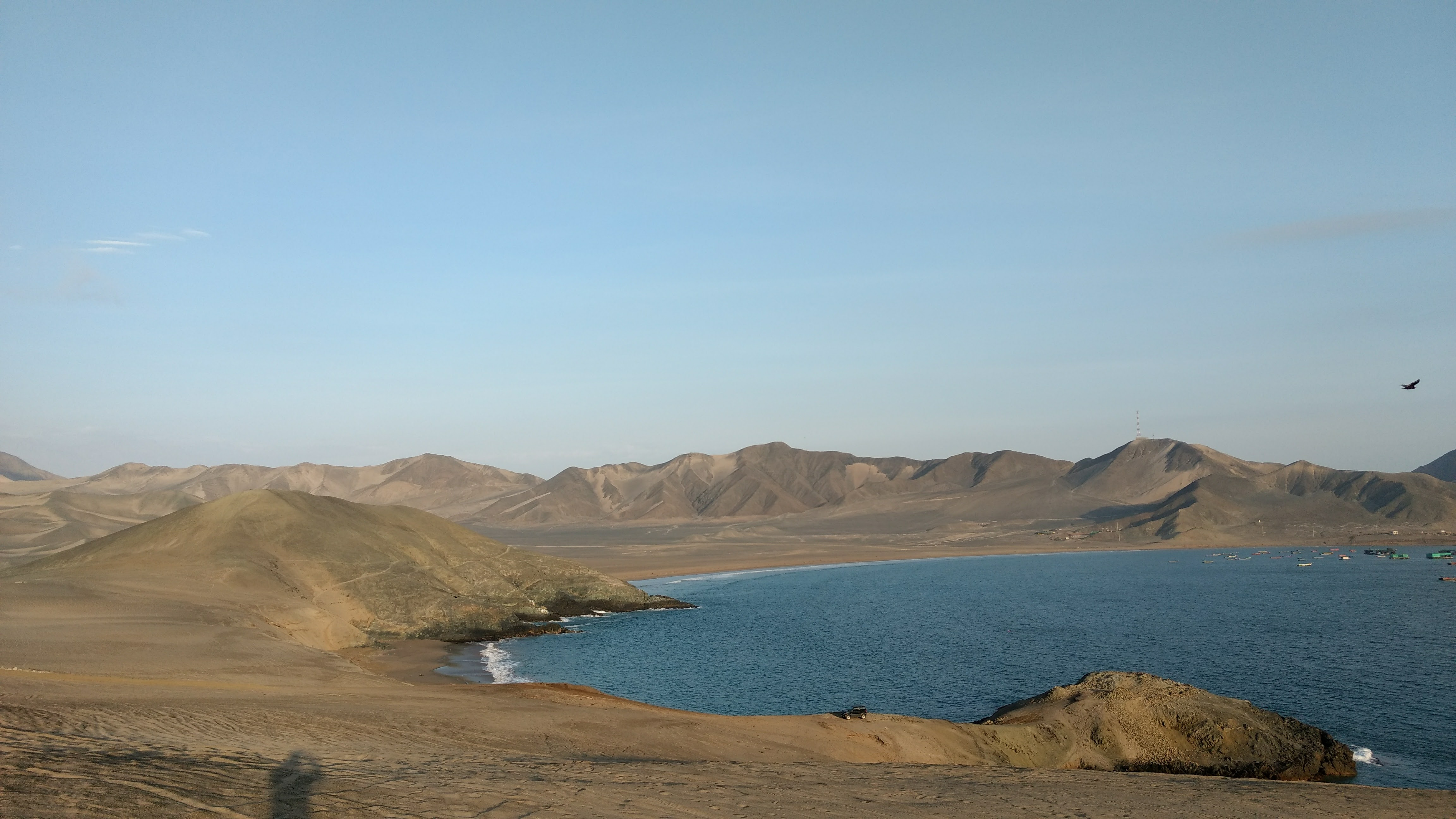
Playa Dos Hermanas

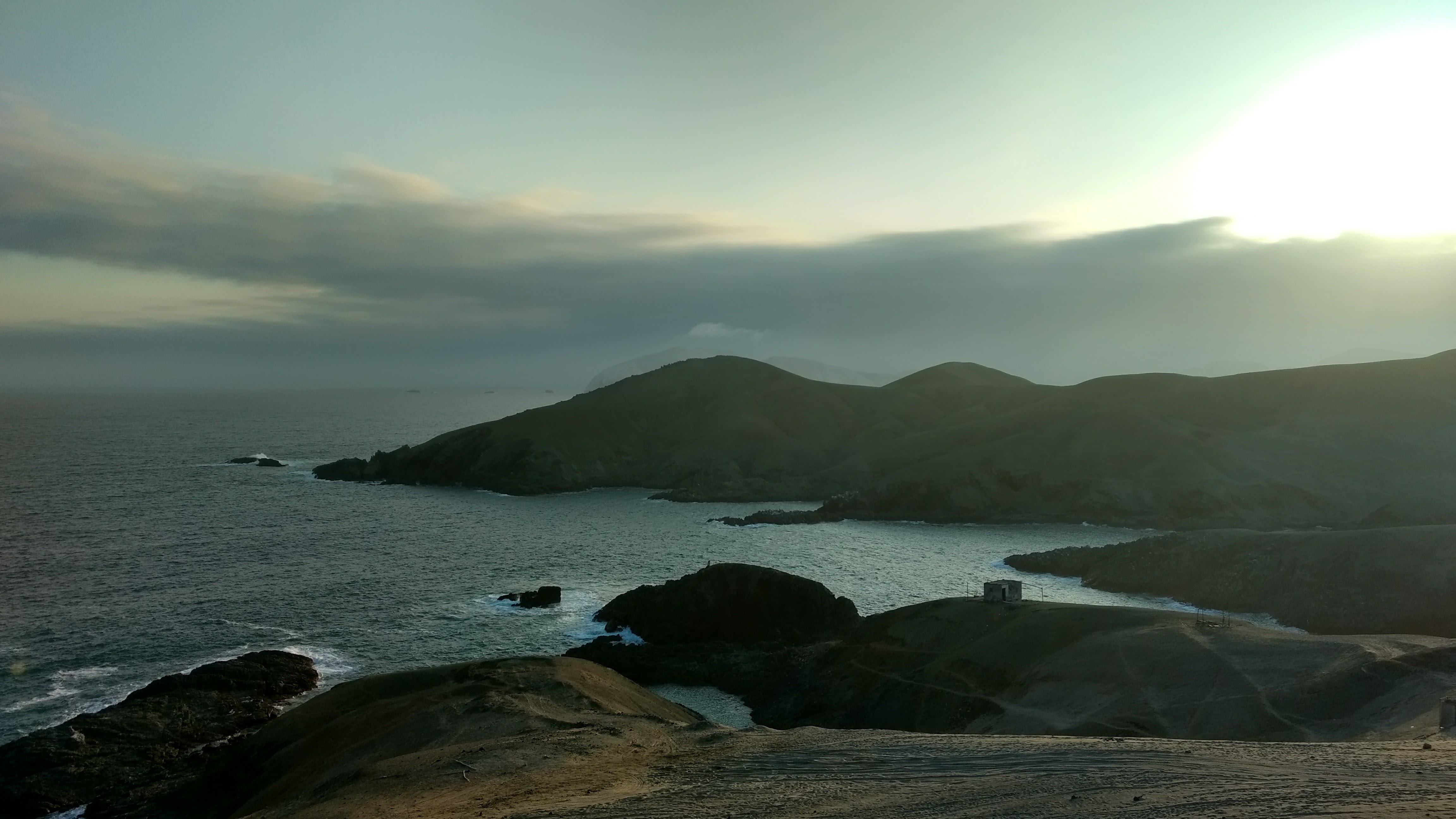
Playa Quita Calzón

## Sechín Bajo (5500 años)
El sitio arqueologíco de Sechín Bajo, se encuentra ubicado en la margen derecha del valle de Sechín, 6 km al este de Casma.
Lo más sobresaliente de los resultados conseguidos hasta el momento, de esta cuarta temporada de investigaciones de Sechín Bajo, es el descubrimiento de tres plazas circulares hundidas pertenecientes a etapas constructivas diferentes y espaciadas en el tiempo muy anteriores al edificio principal, o templo Sechín Bajo, cuya antigüedad es de cinco mil quinientos años, constituyéndose en la edificación más antigua encontrada en Perú, desplazando a Caral.
Walter Alva resalta el aporte de la cultura Sechín, destaca la trascendencia del hallazgo en Casma y que el descubrimiento demuestra que el Perú fue centro de la civilización. Colocando al Perú en el mismo nivel de otras civilizaciones del medio oriente.

## Observatorio astronómico de Chankillo

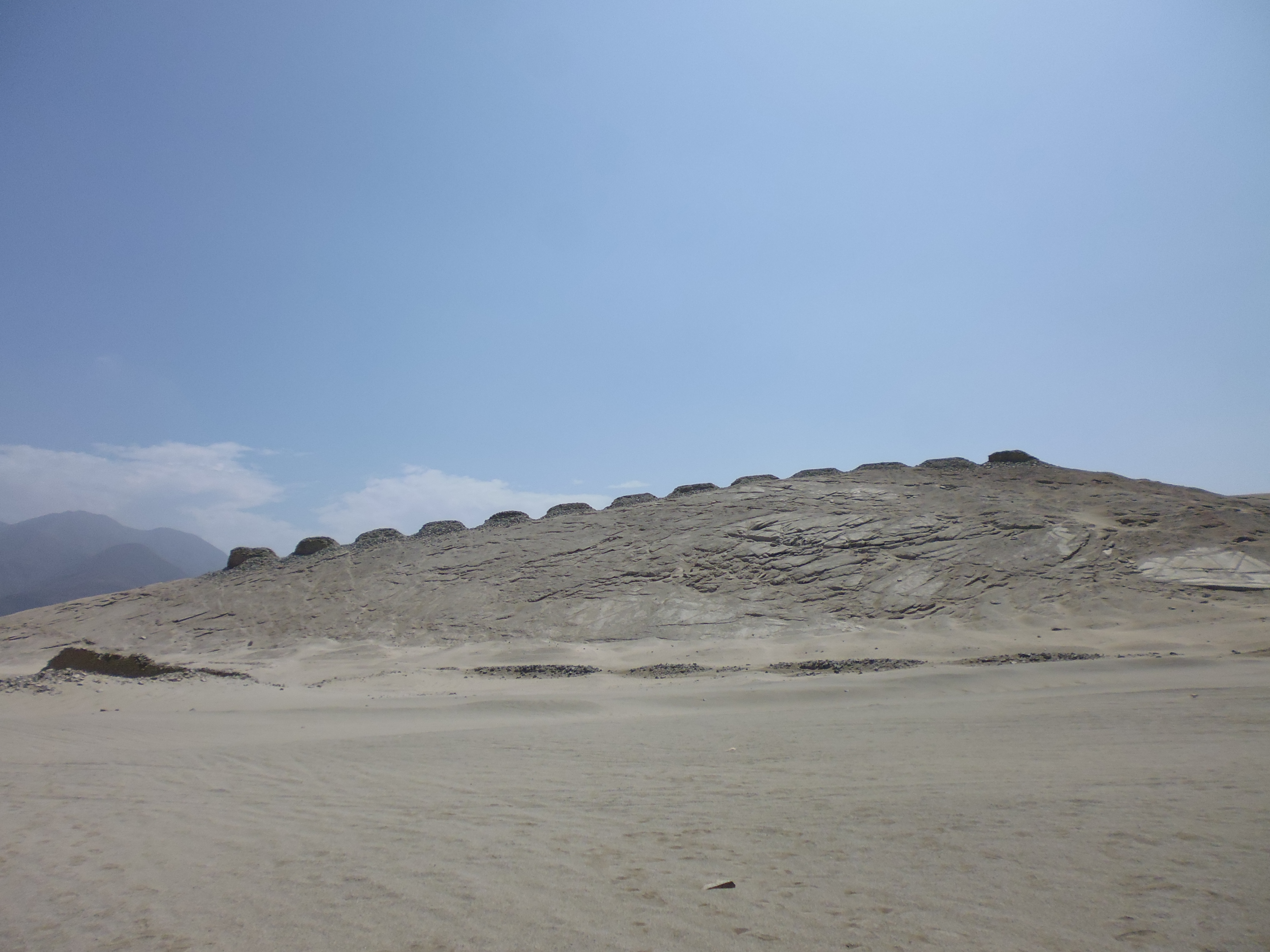
Torres de Chankillo

Cerca del templo fortificado de Chankillo, sobre la cima de una colina, se levantan trece torres, un conjunto de construcciones cúbicas alineadas. Es muy probable que estas estructuras figuraban en algún ritual relacionado al calendario lunar-solar. Detrás de las trece torres, hay un amplio edificio bien conservado, que tiene un gran patio interior rodeado de diversas habitaciones y pasajes: se trataría de un palacio.
El observatorio astronómico de Chankillo ha sido considerado dentro de los sitios arqueológicos únicos en el mundo para su conservación y preservación por ello está postulando a ser patrimonio cultural de la humanidad por la Unesco, porque es considerado el observatorio astronómico más antiguo de América y uno de los mejores conservados en el mundo.
Tiene una antigüedad de más de dos mil años, está conformado por trece torres alineadas de norte a sur. Dos de sus principales investigadores, Iván Ghezzi y Clive Ruggles, explican que las trece torres servían para señalar con bastante precisión los solsticios y equinoccios, y en general para marcar el movimiento cíclico del sol a través del año, indicando el avanzado conocimiento de la astronomía, con fines prácticos y rituales, de los antiguos habitantes del lugar.